# August Leopold Crelle

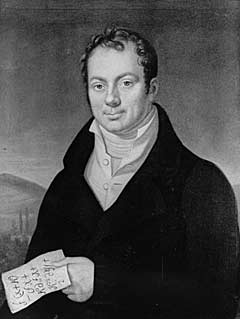
August Leopold Crelle

August Leopold Crelle (n. 11 martie 1780, la Eichwerder lângă Wriezen - d. 6 octombrie 1855, la Berlin) a fost un matematician, arhitect și inginer german.
Încă din tinerețe a dovedit predispoziție către matematică.
A studiat arhitectura, devenind inginer constructor.
În 1849 a fost numit în funcția de consilier superior al arhitecturii și membru în direcția constructorilor.
Între 1816 - 1826 a contribuit la proiectarea unei mari rețele de drumuri de comunicații în Prusia, între care, după proiectul său, s-a construit calea ferată dintre Berlin și Potsdam.
În 1816, Crelle a studiat proprietățile speciale ale triunghiului, punând bazele geometriei moderne a triunghiului.
A introdus notația {\displaystyle (a,b),\!} reprezentând unghiul cuprins între laturile a și b ale unui triunghi.
A făcut observații asupra unei teorii generale a funcțiilor eliptice.
A fost fondatorul revistei matematice Journal für die reine und angewandte Mathematik⁠(d) („Jurnal de matematici pure și aplicate”), unde a publicat o mare parte din scrierile lui Niels Henrik Abel, cu care a fost prieten.
Cunoscut și ca Jurnalul lui Crelle, acesta este primul periodic dedicat exclusiv cercetării matematice pure.
În 1815 Universitatea din Heidelberg i-a conferit titlul de doctor.
Din 1828 este membru al Academiei de Științe din Berlin.
În 1841, devine membru al Academiei Regală de Științe din Suedia.

## Scrieri
- 1811: Versuch über die Rechnung mit veränderlichen Grössen (Göttingen), cu privire la calculul mărimilor variabile
- 1822: Rechentafel
- 1826: Versuch einer allgemeinen Theorie der Analytischen Fakultäten (Berlin)
- 1826: Handbuch des Feldmessen und Nivelieren (Berlin), manual de arpentaj și nivelment
- 1845: Enzyclopädische Darstellung der Theorie der Zahlen ("Expunere enciclopedică a teoriei numerelor")
- 1925: Lehrbuch der Arithmetik und Algebra (Berlin).